# N'avoue jamais (film)
Ne doit pas être confondu avec N'avoue jamais.
Pour plus de détails, voir Fiche technique et Distribution.
N'avoue jamais est une comédie française réalisée par Ivan Calbérac et sorti en 2024.

## Synopsis
François (André Dussolier), général à la retraite, et Annie (Sabine Azéma) sont mariés depuis cinquante ans et ont trois enfants : Amaury, Adrien, et Capucine qu'ils voient tous les ans pour l'anniversaire d'Annie le 14 juillet. Fidèle et toujours très amoureux de sa femme, François découvre en rangeant le grenier des lettres enflammées adressées à Annie. Celle-ci avait pris un amant en 1983, quelques années seulement après leur mariage. Annie avoue immédiatement sa faute et plaide la prescription. En vain ; François veut laver son honneur et retrouver l'ancien amant pour lui casser la figure. Ensuite, il envisage de divorcer. Utilisant ses ex-relations professionnelles, il obtient facilement l'adresse de Boris (Thierry Lhermitte) à Nice, là où François et Annie se sont rencontrés. Prétextant une lune de miel tardive, ils débarquent à l'improviste chez leur fille Capucine qui habite également à Nice. Ensemble ils retrouvent Boris : un professeur de karaté.
Boris les accueille chaleureusement. Il est encore amoureux d'Annie et cherche à la séduire. François revoit son premier amour, sans enthousiasme. Il réalise qu'il tient à Annie, découvre les vies de sa fille Capucine et de son fils cadet, Adrien. Annie résiste, puis accepte de reprendre la vie commune.
Une année plus tard, le 14 juillet, la famille fête l'anniversaire d'Annie. Leurs petites-filles jouent au grenier.

## Fiche technique
Sauf indication contraire, les informations mentionnées dans cette section peuvent être confirmées par les bases de données cinématographiques Allociné et Unifrance,  présentes dans la section « Liens externes ».
- Titre original : N'avoue jamais
- Réalisation : Ivan Calbérac
- Scénario : Ivan Calbérac
- Musique : Laurent Aknin
- Décors : Julia Lemaire
- Costumes : Rebecca Renault
- Photographie : Philippe Guilbert
- Son : Philippe Fabbri, Vincent Cosson et Jérôme Gonthier
- Montage : Reynald Bertrand
- Production : Antoine Pezet, Jérôme Corcos, Nicolas Mauvernay
- Sociétés de production : Nac Films, Mizar Films co-production Wild Bunch Distribution, France 3 Cinéma
- Société de distribution : Wild Bunch Distribution (France)
- Budget : 5 millions d'euros
- Pays de production :  France
- Langue originale : français
- Format : couleur — 2,35:1
- Genre : comédie
- Durée : N/A
- Dates de sortie : France : 24 avril 2024

## Casting
Sauf indication contraire, les informations mentionnées dans cette section peuvent être confirmées par la base de données cinématographiques Allociné,  présente dans la section « Liens externes ».
- André Dussollier : François Marsault
- Sabine Azéma : Annie Marsault
- Thierry Lhermitte : Boris Pelleray
- Joséphine de Meaux : Capucine Marsault
- Sébastien Chassagne : Adrien Marsault
- Gaël Giraudeau : Amaury Marsault
- Eva Rami : Mika
- Michel Boujenah : Clément Fontaine
- Solal Bouloudnine : Mourad
- Frédéric Deleersnyder : le lieutenant Théo
- Christiane Conil : Sophie Désenclos
- Jacques Brunet : l'amiral
- Maud-Anaïs Poudra, Pauline Fosse, Audrey Levraux : femmes nudistes
- Marie Fabre : Marjorie